# Siegfried Reiter
Siegfried Reiter (* 12. Februar 1863 in Neuraußnitz; † 1943 im KZ Auschwitz) war ein österreichischer Klassischer Philologe.

## Leben
Siegfried Reiter studierte Klassische Philologie an der Universität Wien (bei Theodor Gomperz, Wilhelm von Hartel und Karl Schenkl), wurde 1885 mit einer metrischen Arbeit zu den griechischen Tragikern promoviert und arbeitete anschließend als Gymnasiallehrer, seit 1896 in Prag.
Er habilitierte sich an der Prager Universität (1901) und hielt griechische Lehrveranstaltungen ab. 1913 wurde er zum Titularprofessor ernannt, 1919 zum wirklichen außerordentlichen Professor, 1922 zum ordentlichen Professor und Lehrstuhlinhaber. Im akademischen Jahr 1927/1928 fungierte er als Dekan der Philosophischen Fakultät. Da sein Lehrstuhl nach seiner Emeritierung zunächst nicht neu besetzt wurde, hielt er noch bis 1938 Griechischkurse für Lateinstudenten ab.
Als Forscher trat Reiter besonders durch seine kritischen Texteditionen hervor. Er beteiligte sich am Wiener Kirchenvätercorpus (Corpus scriptorum ecclesiasticorum latinorum; CSEL) und an der Philon-Ausgabe von Leopold Cohn und Paul Wendland. Außerdem veröffentlichte er die umfangreichen Briefwechsel der Philologen Friedrich August Wolf und Karl Otfried Müller, die nach seinem Tod durch Ergänzungsbände vermehrt wurden.
Während der Zeit des Nationalsozialismus wurde Reiter 1942 in das Ghetto Theresienstadt verbracht und von dort im Herbst desselben Jahres in das KZ Auschwitz deportiert, wo er nach wenigen Monaten starb.